# Omi Minami
Omi Minami (南 央美, Minami Omi) est une seiyū japonaise née le 13 juillet 1968. Elle est surtout connue pour son travail dans des rôles de jeux vidéo et d'animes.

## Rôles vocales d'animes remarquables
- Mori Madoka (Ghost Hunt)
- Tama (Gintama)
- Shimajirō Shimano (Shima Shima Tora no Shimajirō (en))
- Euphemia Li Britannia (Code Geass)
- Ruri Hoshino (Martian Successor Nadesico)
- Black Lagoon (Hänsel/Gretel)
- Hyatt (Excel Saga)
- Akiru Yuuki (Fancy Lala)
- Cyberdoll Kei (Hand Maid May)
- Minagawa Takurou (Di Gi Charat)
- Miko Mido in (La Blue Girl)
- Majic Lin (Sorcerous Stabber Orphen)
- Mika Suzuki (Sensei no Ojikan)
- Pat Campbell (Infinite Ryvius)
- Shii Aasu (Puni Puni Poemy)
- Lucim (Mahoujin Guru Guru)
- Akira (Clamp School Detectives)
- Miho Umeda (I My Me! Strawberry Eggs!)
- Megumi Hanajima (Fruits Basket)
- Additional Voices (Mr. Bogus)
- Doorknobder (S - 109) and Nanako (SuperS - 152) (Sailor Moon)
- Hel (Mythical Detective Loki Ragnarok)
- Saloma (RockMan.EXE) (MegaMan NT Warrior)
- Nina (Hell Girl)
- Dvergr (Kiddy Grade)
- Ratchet and Additional Voices (Widget)
- Dino Sparks (Legendz)
- Kotarou Mochizuki and Alice Eve (Black Blood Brothers)
- Naozumi Kamura  (Kodomo no Omocha)
- Suzu (Suite PreCure♪ The Movie: Take it Back! The Miraculous Melody that Connects Hearts)
- Ein (Phantom - The Animation)
- Rika Tokino (UFO Ultramaiden Valkyrie)
- Akane, Nikorinbou (Ojarumaru)
- Fan Xinglou (The Asterisk War)
- Tôru Utsubari (To Be Heroine)

## Rôles vocales de jeux vidéo remarquables
- Kakurine (Evil Zone) (aka Eretzvaju)
- Mag Launcher (Evolution 2 (Japanese))
- Meredy (Tales of Eternia)[1]
- Meril (Odin Sphere)
- Monika Allenford (Growlanser III: The Dual Darkness)
- Satsuki Yumizuka (Melty Blood)
- Ruri Hoshino (Another Century's Episode 3)
- Tamami Konno Tokimeki Memorial Girl's Side
- Xiaomu (Namco × Capcom, Mugen no Frontier: Super Robot Wars OG Saga, Mugen no Frontier EXCEED: Super Robot Wars OG Saga, Project X Zone, Project X Zone 2)
- Ein/Elen Azuma (Phantom of Inferno)
- Emirio Stanbelk (Shikigami no Shiro)
- Pipotchi (Ape Escape 2)

## Doublage
- Alex (Totally Spies)